# Marry the Night
"Marry the Night" peti je singl pjevačice Lady Gage s albuma Born This Way. Govori o njoj i njenom odnosu prema New Yorku. 
Spot je autobiografske prirode, traje nešto više od 13 minuta, a snimljen je na Staten Islandu u listopadu 2011. godine. Režirala ga je sama Lady Gaga uz pomoć Dariusa Khondjija i Gideona Pontea.